# 維羅納比奇 (紐約州)
維羅納比奇（英語：Verona Beach）是位於美國紐約州奧奈達縣的非建制地區。

## 歷史
維羅納比奇的郵局自1897年營運至今。

## 地理
維羅納比奇所處的海拔為高於海平面114米（即374英呎），而該地所採用的時區為UTC-5，即北美东部时区（EST）。同時該地設有夏令時間，為UTC-5調快一小時，即UTC-4（EDT）。